# Henriette-Anne-Louise d'Aguesseau
Henriette-Anne-Louise d'Aguesseau, duchesse de Noailles et princesse de Tingry (12 février 1737 - 22 juillet 1794), est une aristocrate française, héritière de son grand-père, Henri-François d'Aguesseau, et l'épouse de Jean-Louis-Paul-François de Noailles.

## Biographie
Elle est la fille de Jean-Baptiste-Paulin d'Aguesseau de Fresne, comte de Compans et de Maligny et d'Anne-Louise-Françoise du Pré, dame de la Grange-Bleneau. Son père est successivement conseiller au Parlement, commissaire en la seconde Chambre des Requêtes du Palais, maître des Requêtes, conseiller d’État ordinaire, doyen du Conseil, et prévôt-maître des cérémonies de l’Ordre du Saint-Esprit. Sa mère meurt le lendemain de sa naissance, le 13 février 1737.
Elle est la petite-fille d'Henri François d'Aguesseau, chancelier de France et la demi-sœur du politicien et diplomate Henri-Cardin-Jean-Baptiste d'Aguesseau.

Après le remariage de son père, elle est élevée par Mme d'Héricourt au couvent de la Visitation à Saint-Denis . À l'âge de quatorze ans, elle termine son éducation aux côtés de sa belle-mère, Marie-Geneviève-Rosalie le Bret :

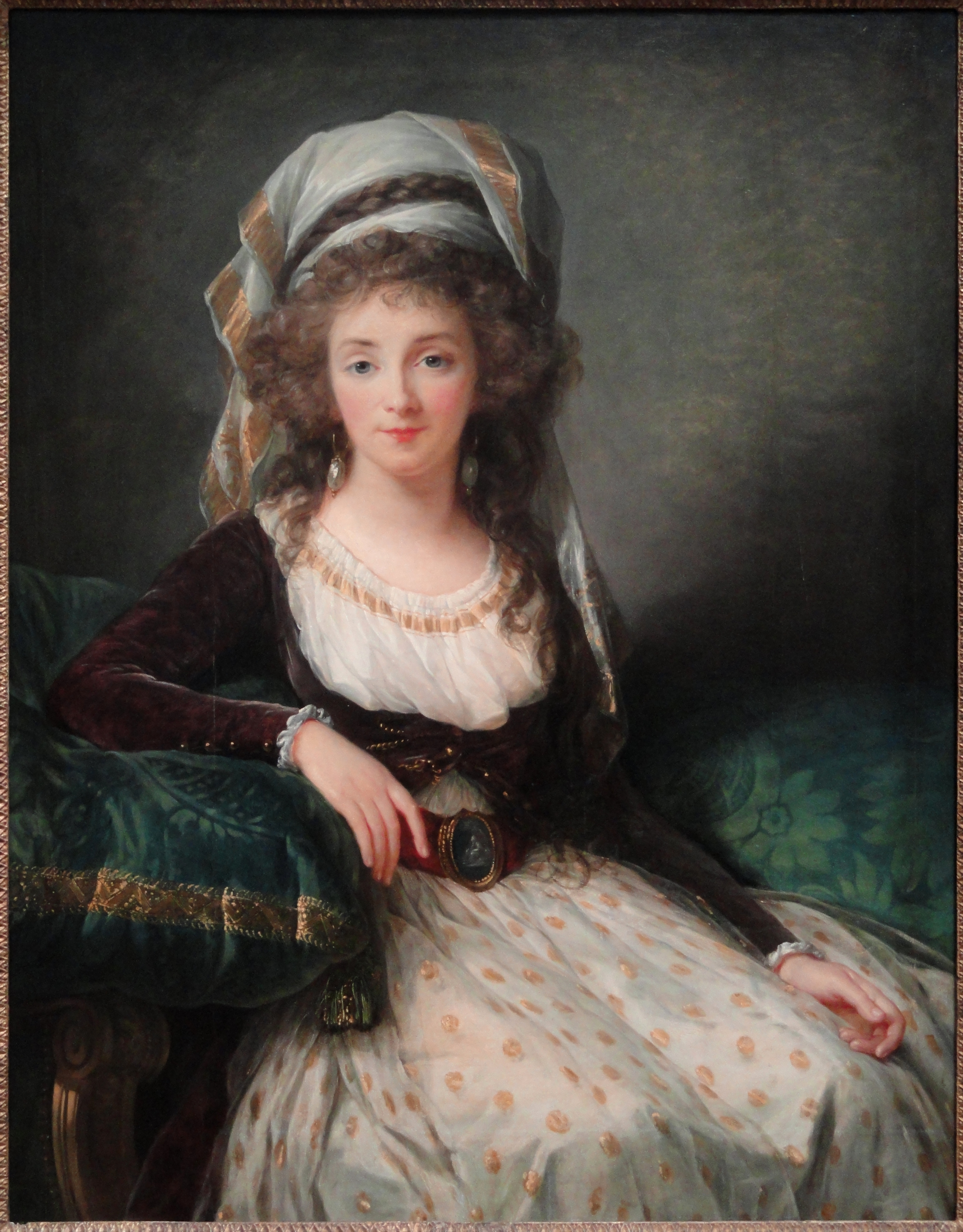
Henriette-Anne-Louise d'Aguesseau en 1789

Elle préférait la lecture et le jardinage - à laquelle elle avait été initiée, dans le parc de Fresnes, par son grand-père le chancelier. Sa mort en 1750 lui fut un choc terrible. Elle avait adoré ce vieux monsieur courtois et attentionné.

### Mariage
Après la mort de son grand-père, elle devient héritière de ses biens. Elle épouse Jean-Louis-Paul-François de Noailles le 25 février 1755. Le mariage, célébré dans l'hôtel de Machault par Nicolas-Charles de Saulx-Tavannes, archevêque de Rouen, est arrangé par Adrien-Maurice, 3e duc de Noailles, qui avait travaillé avec le chancelier d'Aguesseau. Le couple, qui vit très peu ensemble, elle habitant à Paris, lui se trouvant soit à l'armée, soit à la Cour, a sept enfants :
- Antoine-Paul-Louis de Noailles (1756-1757) ;
- Anne-Jeanne-Baptiste-Pauline-Adrienne-Louise-Catherine-Dominique de Noailles (1758-1794), qui épouse en 1773 le vicomte Louis-Marc-Antoine de Noailles ;
- Adrienne de Noailles (1759-1807), qui épouse en 1774 le marquis de La Fayette ;
- Françoise-Antoinette-Louise de Noailles (1763-1788), qui épouse en 1779 Marie-François-Scipion de Grimoard de Beauvoir du Roure, marquis du Roure (†1782), et se remarie en 1784 avec Jean-François Bérenger, comte de Thézan du Poujol (†1804), maître de camp de cavalerie ;
- Anne-Pauline-Dominique de Noailles (1766-1839), qui épouse en 1783 Joachim de Montagu-Beaune, marquis de Pouzols (†1834) ;
- Angélique-Françoise d'Assise-Rosalie de Noailles (1767-1833), qui épouse en 1788 le marquis Théodule de Grammont ;
- Louis-Gabriel de Noailles (1768-1770).

Elle tient un salon à la résidence familiale à Paris, l'hôtel de Noailles, et est réputée pour sa piété.
Elle désapprouve le mariage arrangé de sa fille Adrienne avec Gilbert du Motier, marquis de La Fayette, préoccupée par leur jeunesse, et maintient le couple séparé pendant un an après la cérémonie.

### Mort
En mai 1794, sous le règne de la Terreur, elle est arrêtée à l'hôtel de Noailles et incarcérée à la prison du Luxembourg à Paris. Avec sa belle-mère, Catherine de Cossé-Brissac, veuve du maréchal de Noailles et sa fille la vicomtesse de Noailles, elle est guillotinée le 22 juillet 1794. Elle est enterrée dans une fosse commune au cimetière de Picpus.
Le château de La Grange-Bléneau est passé, par elle, de son grand-père maternel à sa fille, Adrienne de La Fayette.